# Zahi Hawass
Zahi Hawass (arabisk: زاهي حواس) (født d. 28. maj 1947 i Damietta, Egypten) er en egyptisk arkæolog, ægyptolog og tidligere generalsekretær af den egyptiske organisation Supreme Council of Antiquities.
Han har også arbejdet med arkæologiske udgravninger i Nildeltaet, den Libyske ørken og Øvre Egypten.

## Karriere
Hawass ønskede egentlig at blive Jurist, men valgte i stedet at studere Græsk og Romersk arkæologi ved Alexandrias universitet, hvor han modtog en Bachelorgrad. Han fik senere et diplom i ægyptologi ved Kairos universitet, derefter fortsatte han sine studier ved University of Pennsylvania, hvor han i 1987 modtog sin doktorgrad (Ph.D).
Efter 1988, studerede han egyptisk arkæologi, historie og kultur, mest ved American University in Cairo og University of California, Los Angeles. I 1998, blev han udnævnt som "secretary of state and director" af Giza palteauet. I 2002 blev han udnævnt som general sekretær af Egypten- af Supreme Council of Antiquities. 

## Fremtræden
Hawass har optrådt på tv især på kanaler så som National Geographic Channel, The History Channel og Discovery Channel. Hawass har også optrådt i utallige af episoder af det amerikanske fjernsynsshow Digging for the Truth, hvor han diskuterede mumier, pyramiderne, Tutankhamon, Cleopatra, og Ramses II.
Hawass har også samarbejdet med egyptologen Otto Schaden under åbningen af KV63 i Februar 2006 — den første intakte fundet grav i Kongernes dal siden 1922.
I Juni 2007 annoncerede Hawass, at han og et hold af eksperter måske har identificeret mumien af Hatshepsut i KV60, en lille grav i Kongernes dal. Åbningen af den forseglede grav blev beskrevet i 2006 som "et af de mest betydningsfulde fund i kongernes dal i næsten 100 år."